# Morinjský záliv

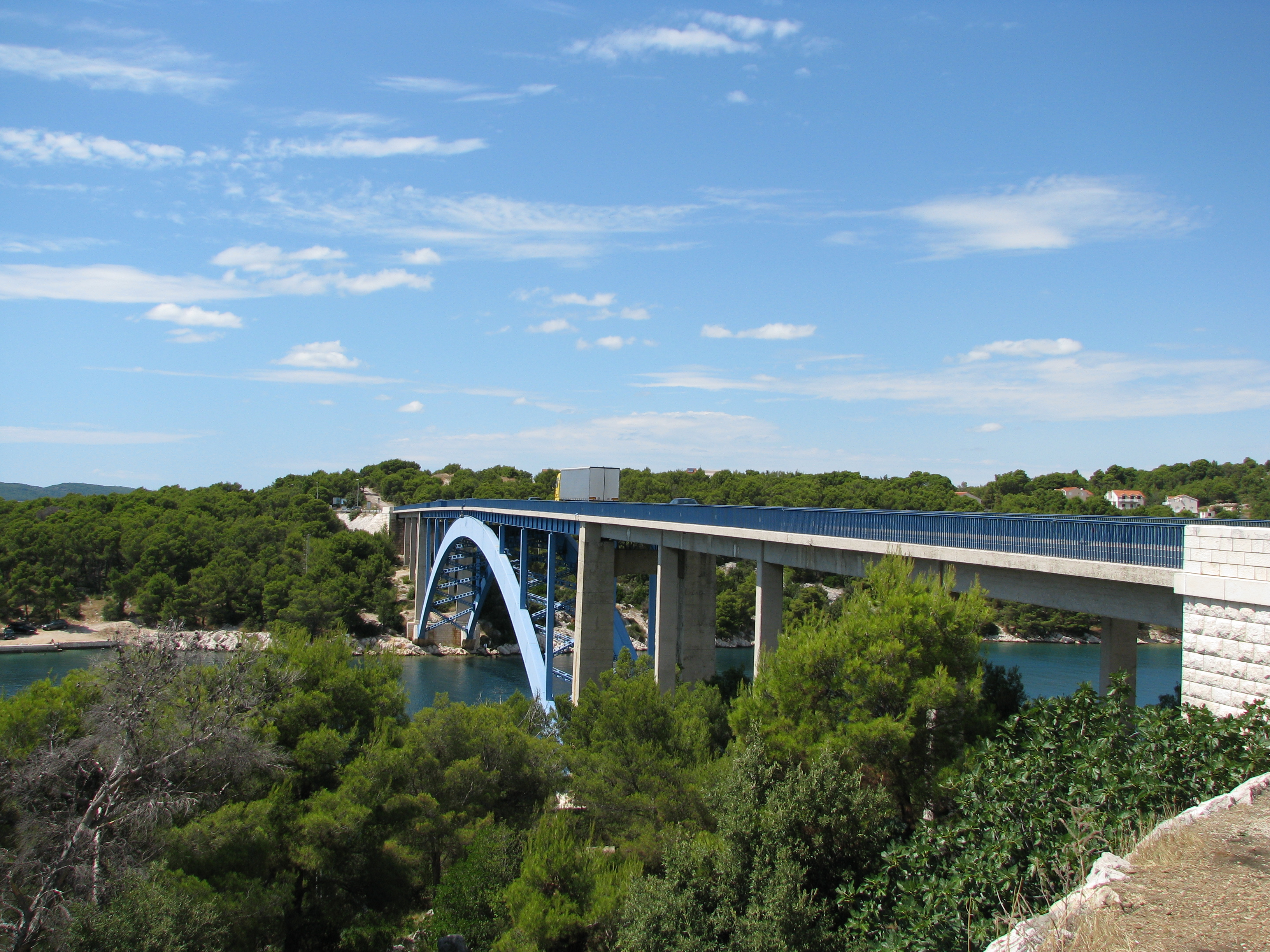
Morinjský most

Morinjský záliv (chorvatsky Morinjski zaljev) je malý záliv v Chorvatsku, nacházející se asi 6 km jihovýchodně od Šibeniku. Je velký 2 km², dlouhý 4,3 km a jeho šířka se pohybuje mezi 160 až 1 113 metry. U jeho pobřeží se nachází vesnice Jadrtovac a nedaleko též vesnice Brodarica a Žaborić, jediným přítokem je říčka Dabar. U zálivu je přirozené hnízdiště ptáků a líheň ryb. Mísí se zde brakická a slaná voda, v zálivu se rovněž nachází léčivé bahno. Záliv obklopují borové lesy. Na západě Morinjského zálivu se u Jadrtovace nachází malý ostrůvek.
U ústí zálivu do moře se nachází 140 m dlouhý Morinjský most, který je součástí silnice D8.